# Pfarrkirche Harmanschlag

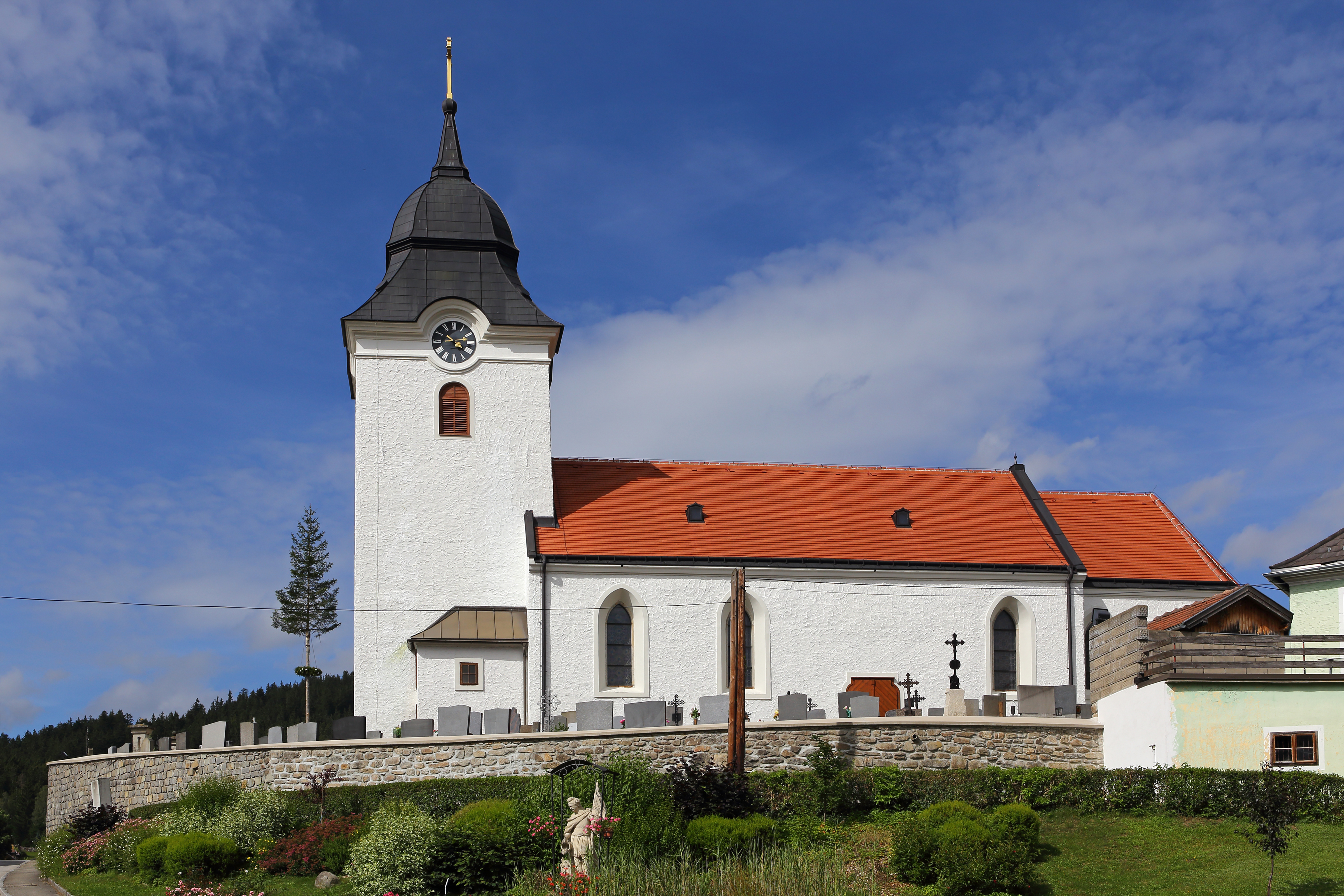
Pfarrkirche hl. Wenzel in Harmanschlag

Die römisch-katholische Pfarrkirche Harmanschlag steht im Ort Harmanschlag in der Marktgemeinde St. Martin in Niederösterreich. Die Pfarrkirche hl. Wenzel gehört zum Dekanat Gmünd in der Diözese St. Pölten. Die Kirche und der Friedhof stehen unter Denkmalschutz.

## Geschichte
In der Mitte des 13. Jahrhunderts und 1395 wurde eine Pfarre genannt. Die Kirche war anfänglich eine romanische Kirche mit einem Westturm und wurde von 1497 bis 1523 zur spätgotischen Hallenkirche umgebaut. 1544 war die Pfarre unbesetzt. 1627 wurde die Kirche eine Filialkirche von St. Martin. 1784 wurde die Kirche wieder zur Pfarrkirche erhoben. 1894/1895 erfolgte unter der Leitung des Baumeisters Ignaz Knapp eine neugotische Erweiterung und der Zubau eines Chores.

## Architektur
Die von einem Friedhof umgebene erhöht stehende Pfarrkirche hat einen mächtigen romanischen Westturm mit einem gotisierenden Schulterbogenportal. 1746 wurde der Turm erhöht und erhielt rundbogige Schallfenster und einen barocken Glockenhelm. Das Langhaus – im Kern romanisch – und der einjochige Chor mit Fünfachtelschluss und Strebepfeilern haben gotisierende Spitzbogenfenster aus 1894/1895. Im Norden des Chores wurde in der 1. Hälfte des 19. Jahrhunderts eine Sakristei angebaut. Die Kirche zeigt außen ein Kruzifix aus der 2. Hälfte des 19. Jahrhunderts, Grabsteine aus 1677 und 1849 und ein Grabmal als Eisenpfeiler aus 1866.
Das Langhaus als ehemaliger romanischer Saalraum wurde um 1500 zu einer zweischiffigen dreijochigen Halle mit einem gotischen Kreuzrippengewölbe aus zwei Achteckpfeilern und Wandpfeilern umgebaut und 1894/1895 mit einer dritten Achteckstütze und einem Rippendreistrahl zum eingezogenen abgefasten Triumphbogen um ein östliches Joch erweitert. Die Orgelempore hat eine neugotische Holzbrüstung. Der Chor aus 1894/1895 hat ein Kreuzrippengewölbe auf polygonalen Konsolen. Die Glasmalereien aus 1895 sind ornamental und im Chorschluss figural mit Josef, Wenzeslaus und Anna.

## Ausstattung
Die neugotischen Altäre und die Kanzel schuf der Bildhauer Ludwig Linzinger (1895). Der Hochaltar als freistehender Tabernakelaltar und die Seitenaltäre als dreiteilige Retabel mit Nischenfiguren tragen links Barbara, Maria und Agnes und rechts Florian, Herz Jesu, Leonhard. Die Kanzel auf einem Steinfuß zeigt Reliefs der Evangelisten und den lehrenden Christus. Das Kruzifix ist aus der 2. Hälfte des 19. Jahrhunderts. Der romanische Taufstein steht im Turmerdgeschoß. Die Kreuzwegbilder sind aus 1883.
Die Orgel baute Lukas Koller (1839).